# Левенфіш Григорій Якович
Григорій Якович Левенфиш (при народженні Гершл Левенфіш; 19 березня 1889, Пьотркув — 9 лютого 1961, Москва) — радянський шахіст, гросмейстер (1950). Дворазовий чемпіон СРСР (1934/1935, 1937). Чемпіон Санкт-Петербурга (1909).

## Життєпис
Дитячі роки провів у Любліні. В шахи навчився грати в 6 років. Після закінчення гімназії в 1907 році вступив до Технологічного інституту в Санкт-Петербурзі. У змаганнях почав виступати в Санкт-Петербурзі в студентські роки.
1909 року став чемпіоном міста, а 1911-го дебютував на міжнародному турнірі в Карлсбаді. У 1910-1930-х роках — один з найсильніших шахістів Росії та СРСР. Неодноразово брав участь в чемпіонатах СРСР, двічі обіймав або ділив 1-ше місце, 1937 року зіграв унічию матч з Михайлом Ботвинником, тим самим зберігши за собою звання чемпіона СРСР. Однак, всупереч спортивним принципом, на АВРО-турнір відрядили Ботвинника, що означало крах усіх надій Левенфіша. У 1937 році третім (після Верлінського і Ботвинника) отримав звання гросмейстера СРСР. Мав також звання заслуженого майстра спорту СРСР (1947). Після революції 9 разів грав у чемпіонатах Ленінграда (востаннє — 1952 року), у 1922 і 1924 роках став чемпіоном.
Левенфіш відомий як шаховий теоретик і літератор. Багато разів видавалися його підручники для початківців. У 1940 році був редактором і одним з упорядників довідника «Сучасний дебют». Автор низки дебютних систем, дослідник турового ендшпілю.
Закінчив Санкт-Петербурзький технологічний інститут. Працював у хімічній промисловості, брав участь в проєктуванні і будівництві скляних заводів.

## Спортивні результати
| Рік         |                    | Турнір | +  | -  | =  | Результат | місце               |
| ----------- | ------------------ | --- | -- | -- | -- | --------- | ------------------- |
| 1909        | Санкт-Петербург    | Змішаний турнір I та II категорії Шахового зібрання                                                                      |    |    |    | 12 з 13   | 1                   |
|             | Санкт-Петербург    | Турнір шести шахістів |    |    |    |           | 1—3                 |
| 1910        | Санкт-Петербург    | Матч студентської збірної та збірної Шахового зібрання (2-га шахівниця, проти Євгена Зноско-Боровського)                 | 1  | 0  | 0  | 1 з 1     |                     |
|             | Москва             | Матч Москва — Санкт-Петербург (3-тя шахівниця, проти Олексія Селезньова)                                                 | 0  | 0  | 1  | 0,5 з 1   |                     |
|             | Вільно             | Матч проти Пола Ліста | 4  | 4  | 1  | 4,5 : 4,5 |                     |
|             | Санкт-Петербург    | Великий турнір Шахового зібрання (фінал)                                                                                 |    |    |    | 5 з 7     | 3—4                 |
| 1911        | Данциг             | Серія тренувальних партій з фон Геннігом                                                                                 |    |    |    |           |                     |
|             | Карлсбад           | 2-й міжнародний турнір                                                                                                   | 8  | 10 | 7  | 11½ з 25  | 14—16               |
| 1912        | Санкт-Петербург    | Зимовий турнір Шахового зібрання                                                                                         |    |    |    |           | 2                   |
|             | Москва             | Матч Москва — Санкт-Петербург (2-га шахівниця, проти Беніаміна Блюменфельда)                                             | 0  | 0  | 1  | 0,5 з 1   |                     |
|             | Вільно             | Всеросійський турнір майстрів                                                                                            | 5  | 6  | 7  | 8½ з 18   | 6—7                 |
| 1913        | Санкт-Петербург    | Міжнародний турнір (в рамках гастролей Олдржиха Дураса)                                                                  | 1  | 0  | 2  | 2 з 3     | 1—2                 |
| 1913 / 1914 | Санкт-Петербург    | Всеросійський турнір майстрів                                                                                            | 9  | 5  | 3  | 10½ з 17  | 5                   |
| 1920        | Петроград          | Першість Петрограда |    |    |    | 7 з 11    | 3                   |
|             | Москва             | Всеросійська шахова олімпіада                                                                                            | 7  | 2  | 6  | 10 з 15   | 3                   |
| 1921        | Петроград          | Турнір шести шахістів |    |    |    |           |                     |
| 1922        | Москва             | Матч Москва — Петроград (1-ша шахівниця, проти Федора Дуз-Хотимирського)                                                 | 0  | 2  | 0  | 0 з 2     |                     |
|             | Петроград          | Першість Петрограда |    |    |    | 9 з 11    | 1                   |
| 1923        | Петроград          | 2-й чемпіонат СРСР | 7  | 1  | 4  | 9 з 12    | 2                   |
| 1924        | Ленінград          | Першість Ленінграда |    |    |    | 8,5 з 10  | 1                   |
|             | Москва             | 3-й чемпіонат СРСР | 8  | 2  | 7  | 11½ з 17  | 3—4                 |
| 1925        | Ленінград          | Першість Ленінграда |    |    |    | 8,5 з 11  | 1—4                 |
|             | Ленінград          | 4-й чемпіонат СРСР | 11 | 4  | 4  | 13 з 19   | 2                   |
|             | Москва             | Міжнародний турнір | 5  | 7  | 8  | 9 з 20    | 15                  |
| 1926        | Ленінград          | Матч Ленінград — Москва союзу радторгслужбовців (1-ша щахівниця, проти Петра Романовського)                              | 1  | 0  | 0  | 1 з 1     |                     |
|             | Москва             | Матч збірна Москви — збірна радторгсужбовців (1-ша шахівниця, проти Оександра Сєргєєва)                                  | 0  | 0  | 1  | 0,5 з 1   |                     |
|             | Москва             | Матч Москва — Ленінград (2-га шахівниця, проти Миколи Зубарєва)                                                          | 1  | 0  | 1  | 1,5 з 2   |                     |
| 1927        | Ленінград          | Командна першість ВЦСПС                                                                                                  |    |    |    |           |                     |
| 1928        | Ленінград          | Першість Ленінграда]] | 8  | 0  | 7  | 11,5 з 15 | 2                   |
| 1929        | Ленінград          | Попередній турнір першості Ленінграда                                                                                    |    |    |    |           |                     |
| 1930        | Ленінград          | Турнір ленінградських майстрів                                                                                           | 1  | 2  | 5  | 3,5 з 8   | 7                   |
| 1932        | Ленінград          | Тренувальний турнір ленінградських шахістів                                                                              |    |    |    |           | турнір не завершено |
| 1933        | Ленінград          | 8-й чемпіонат СРСР | 9  | 4  | 6  | 12 з 19   | 3—5                 |
| 1934        | Ленінград          | Турнір ленінградських майстрів                                                                                           |    |    |    | 7,5 з 13  | 4—7                 |
|             | Ленінград          | Міжнародний турнір (за участю Макса Ейве і Ганса Кмоха)                                                                  | 0  | 3  | 8  | 4 з 11    | 11                  |
| 1934 / 1935 | Ленінград          | 9-й чемпіонат СРСР | 8  | 3  | 8  | 12 з 19   | 1—2                 |
| 1935        | Москва             | Міжнародний турнір | 6  | 4  | 9  | 10½ з 19  | 6—7                 |
|             | Москва             | Матч Москва — Ленінград (в рамках гастролей шахово-шашкової збірної Ленінграда; 1-ша шахівниця, проти Миколи Рюміна)     | 1  | 0  | 0  | 1 з 1     |                     |
|             | Тбілісі            | Матч Тбілісі — Ленінград (в рамках гастролей шахово-шашкової збірної Ленінграда; 1-ша шахівниця, проти Арчіла Ебралідзе) | 1  | 0  | 0  | 1 з 1     |                     |
| 1936        | Москва             | Міжнародний турнір | 2  | 5  | 11 | 7½ з 18   | 7—10                |
|             | Ленінград          | Першість Ленінграда]] | 5  | 2  | 7  | 8,5 з 14  | 4                   |
| 1937        | Ленінград          | Міжнародний турнір (в рамках гастролей Рубена Файна)                                                                     | 2  | 1  | 2  | 3 з 5     | 2                   |
|             | Тбілісі            | 10-й чемпіонат СРСР | 9  | 3  | 7  | 12½ з 19  | 1                   |
|             | Ленінград          | Матч Ленінград — Москва (1-ша шахівниця, проти В. А. Алаторцева)                                                         | 1  | 1  | 0  | 1 з 2     |                     |
|             | Ленінград — Москва | Матч з Михайлом Ботвинником                                                                                              | 5  | 5  | 3  | 6½ : 6½   |                     |
| 1939        | Ленінград — Москва | «Тренувальний» міжнародний турнір                                                                                        | 5  | 2  | 10 | 10 з 17   | 3—6                 |
|             | Ленінград          | 11-й чемпіонат СРСР | 6  | 6  | 5  | 8,5 з 17  | 8—10                |
| 1940        | Ленінград — Москва | Матч з Володимиром Алаторцевим                                                                                           | 6  | 2  | 6  | 9 : 5     |                     |
|             | Москва             | 12-й чемпіонат СРСР | 1  | 7  | 11 | 6,5 з 19  | 18—19               |
| 1943        | Куйбишев           | Показовий турнір (триколовий)                                                                                            |    |    |    |           |                     |
| 1946        | Ленінград          | Матч Ленінград — збірна Праги і Братислави (проти Ченека Коттнауера)                                                     | 1  | 1  | 0  | 1 з 2     |                     |
|             | Ленінград          | Першість Ленінграда | 8  | 3  | 6  | 11 з 17   | 2                   |
|             | Ленінград          | Півфінал 15-го чемпіонату СРСР                                                                                           | 7  | 4  | 7  | 10,5 з 18 | 3—4                 |
| 1947        | Ленінград          | 15-й чемпіонат СРСР | 4  | 5  | 10 | 9 з 19    | 10—12               |
| 1948        | Москва             | 16-й чемпіонат СРСР | 6  | 8  | 4  | 8 з 18    | 13—15               |
| 1949        | Ленінград          | Півфінал 17-го чемпіонату СРСР                                                                                           | 7  | 4  | 6  | 10 з 17   | 3—4                 |
|             | Москва             | 17-й чемпіонат СРСР | 3  | 10 | 6  | 6 з 19    | 18—20               |
| 1950        | Горький            | Півфінал 18-го чемпіонату СРСР                                                                                           | 5  | 6  | 4  | 7 з 15    | 9—10                |
| 1951        | Баку               | Півфінал 19-го чемпіонату СРСР                                                                                           |    |    |    |           |                     |
| 1952        | Сочі               | Півфінал 20-го чемпіонату СРСР                                                                                           | 7  | 7  | 3  | 8,5 з 17  | 10—11               |
|             | Одеса              | Командна першість СРСР                                                                                                   |    |    |    |           |                     |
| 1953        | Мінськ             | Командна першість ВЦСПС                                                                                                  |    |    |    |           |                     |
|             | Ленінград          | Командна першість СРСР                                                                                                   |    |    |    |           |                     |